# Goianorte
Goianorte is een gemeente in de Braziliaanse deelstaat Tocantins. De gemeente telt 5.426 inwoners (schatting 2009).